# ژیوودا
ژیوودا (به انگلیسی: Givaudan) شرکت کالای لوکس سوئیسی است، که در زمینه تولید و عرضه عطر فعالیت می‌کند. این شرکت علاوه بر عطر، طیف وسیعی از مواد اولیه طعم‌دهنده که در ساخت انواع مواد غذایی بکار برده می‌شوند را نیز تولید و عرضه می‌نماید.
شرکت ژیوودان در سال ۱۸۹۵ به‌عنوان یک شرکت عطر و ادکلن‌سازی، توسط لئون و خاویر ژیوودا و در شهر زوریخ، سوئیس تأسیس شد. این شرکت در سال ۲۰۰۸ به‌عنوان بزرگ‌ترین شرکت عطرسازی جهان شناخته شد. در حال حاضر شرکت هوفمان-لا روش به‌عنوان مالک اصلی ژیوودا محسوب می‌شود و بخشی از سهام آن نیز در بازارهای بورس سیکس سوئیس و بورس فرانکفورت معامله می‌شود.